# Сады Хевсель
Сады Хевсель (тур. Hevsel Bahçeleri) — семьсот гектаров плодородных земель вблизи берега Тигра, между крепостью Диярбакыр и рекой. Сады были включены в предварительный список всемирного наследия ЮНЕСКО в 2013 году; они стали объектом Всемирного наследия в 2015 году вместе с крепостью Диярбакыр.

## Описание
Укрепленный город (или крепость) Диярбакыр расположен в верховьях бассейна реки Тигр. Он находится на склоне холма, который является частью так называемого «Плодородного полумесяца». Сам город и окружающий его природный ландшафт складывались постепенно — на протяжении нескольких веков. Влияние на архитектуру и хозяйство в регионе оказывали сразу несколько сменявших друг друга цивилизаций. Город стал важным экономическим и политическим центром в эллинистический период и оставался им в течение почти всей древнеримской эпохи. Диярбакыр сохранил своё значение в эпоху правления династии Сасанидов, а также — в те времена, когда он последовательно относился к Византийской и Османской империям. Как в Исламский период, так и в наши дни, город остаётся важным региональным центром.
Объект, вошедший в список Всемирного наследия в 2015 году, включает в себя курган (телль) на месте древнего города Амида — известный сегодня как İçkale (что означает «внутренний замок») — саму крепостную стену города Диярбакыр (она имеет протяженность в 5800 метров и включает в себя многочисленные ворота, башни, контрфорсы и шестьдесят три надписи, сделанные в разные исторические эпохи). Частью охраняемого объекта являются также и плодородные сады Хевсель, расположенные между Диярбакыром (его крепостной стеной) и рекой Тигр. В своё время они снабжали население и защитников города водой и пищей.
Сады Хевсель имеют площадь около семисот гектаров; при этом они состоят из нескольких достаточно разных по типу областей, в которых смогли сформироваться среды обитания для разнообразных животных и птиц. Сами сады является самым большим птичьим заповедником во всей юго-восточной Анатолии: в них обитают более 180 видов птиц. Это и курганник (Buteo rufinus), и осоед (Pernis), и обыкновенный змееяд (орёл-змееяд или крачун, Circaetus gallicus или Circaetus ferox), и полевой (или обыкновенный) лунь (Circus cyaneus), и домовый сыч (Athene noctua) и (степной) пустельга. Кроме того в заповеднике встречаются выдры, лисы, куницы, белки и ежи. В садах Хевсель также останавливается на отдых и ряд перелётных птиц.

## Исследования
По мнению современных исследователей сады Хевсель представляют собой пример того, что у окружающей среды и биосистем есть «память». Их исследования могут помочь понять, что происходило в долине реки Тигр, по крайней мере, со времён Ассирийской империи — то есть с того момента как сады впервые попали в записи, выполненные на клинописных табличках около 3000 лет назад. Масштабные изменения, вызванные вулканической активностью, климатическими условиями, динамикой осаждения и эрозии, тектоническими поднятиями и связанными с ними землетрясениями, а также — последствиями прошлой человеческой деятельности — существенно отразились в современном объекте Всемирного наследия. Иначе говоря, сады Хевселя — это совокупность объектов, которые могут содержать информацию о «длинных периодах» в истории города Диярбакыр. Кроме того, на террасах, на которых расположены сады, «записаны» гидрологические и климатические изменения в долине от последнего ледникового периода и голоцена до сегодняшнего дня.
По данным на 2015 год, ни в садах Хевсель, ни на террасах Тигра у Диярбакыре не проводились полноценные исследования ни возраста объектов, ни их стратиграфии или седиментологии. Необходимость отбора кернов на всех террасах подчёркивалась в исследованиях. Сложность представляли собой слои гравия, только «пробившись» через который, можно было достичь слоев и отложений разных периодов, ответственных за формировании современных речных пойм и террас.

## Список Всемирного наследия
Сады Хевсель стали кандидатом в список объектов Всемирного наследия ЮНЕСКО в 2013 году. В 2015 году он были официально внесены в список наследия ЮНЕСКО.
В мае 2016 года охрана заповедника уничтожила на территории садов плантацию по выращиванию конопли, состоявшейся из 500000 кустов марихуаны.